# Ctenus validus
Ctenus validus är en spindelart som beskrevs av Denis 1955. Ctenus validus ingår i släktet Ctenus och familjen Ctenidae.
Artens utbredningsområde är Guinea. Inga underarter finns listade i Catalogue of Life.